# Włosty (Kozdroje)
Włosty – część wsi Kozdroje położona w Polsce, w województwie mazowieckim, w powiecie ciechanowskim, w gminie Regimin.
W latach 1975–1998 miejscowość administracyjnie należała do województwa ciechanowskiego.